# Musley
Musley is een dorp naast Havermouth. Het ligt ongeveer 320 kilometer van Klein Zanikem (dus het ligt waarschijnlijk ergens in Yorkshire). Musley is ongeveer 9,5 kilometer van Havermouth verwijderd, en bevat een klein politiebureau dat beide dorpen overziet.